# Bastuknappen
Bastuknappen är en by i Norra Finnskoga socken i Torsby kommun i norra Värmland.
Bastuknappen tillhör finnskogen och ligger i Värmlands nordvästra hörn invid gränsen till Norge. Till närmaste tätorten Sysslebäck är avståndet fem mil.
De första invånarna bosatte sig här 1801, och i början av 1900-talet hade byn 150 invånare. Idag består den till övervägande del av fritidsbostäder.